# Turunas de Monte Alegre
Turunas de Monte Alegre foi um rancho carnavalesco da cidade do Rio de Janeiro.
Foi campeão em pelo menos 6 oportunidades, de modo consecutivo, entre 1939 e 1948, uma vez que os ranchos não desfilaram entre 1943 e 1946.

## História
A agremiação foi criada na esquina da Rua André Cavalcante (ex-Silva Manoel) com a da Rua do Riachuelo, no Centro do Rio. Sua fundação oficial se deu em 5 de dezembro de 1934, na casa do fundador Milton Schleder, conhecido como Jujuba, na Rua Monte Alegre, daí originando-se seu nome.
Ainda que sem muitas pretensões, no seu primeiro carnaval, em 1935, o grupo conquistou o título de campeão dos blocos de banho a fantasia, disputando contra agremiações como o Eles te Dão, o Respeita as Caras, o De Língua Não se Vence, entre outras.
Em 1936, aderiu ao desfile oficial de blocos, promovido pelo jornal Correio da Noite, sendo tricampeão naquele ano e nos dois anos seguintes. A partir daí, tornou-se rancho carnavalesco, sendo novamente campeão. Com a hegemonia também entre os ranchos obtida na década de 1940, em 1950 a entidade resolveu desfilar como grande sociedade. Naquele ano, em disputa vencida pelo Tenentes do Diabo, o Turunas obteve apenas a sexta colocação.
Finalmente, se sagraria campeão entre as sociedades no ano de 1983.

## Carnavais
| Turunas de Monte Alegre | Turunas de Monte Alegre | Turunas de Monte Alegre    | Turunas de Monte Alegre | Turunas de Monte Alegre | Turunas de Monte Alegre |
| Ano                     | Colocação               | Divisão                    | Enredo                  | Carnavalesco            | Ref.                    |
| ----------------------- | ----------------------- | -------------------------- | ----------------------- | ----------------------- | ----------------------- |
| 1935                    | Campeão                 | Blocos de Banho a fantasia |                         |                         | [ 1 ] [ 2 ]             |
| 1936                    | Campeão                 | Blocos (Correio da Noite)  |                         |                         | [ 2 ] [ 4 ]             |
| 1937                    | Campeão                 | Blocos (Correio da Noite)  |                         |                         | [ 2 ] [ 4 ]             |
| 1938                    | Campeão                 | Blocos (Correio da Noite)  |                         |                         | [ 2 ] [ 4 ]             |
| 1939                    | Campeão                 | Ranchos carnavalescos      |                         |                         | [ 2 ] [ 4 ]             |
| 1940                    | Campeão                 | Ranchos carnavalescos      |                         |                         | [ 4 ]                   |
| 1941                    | Campeão                 | Ranchos carnavalescos      |                         |                         | [ 4 ]                   |
| 1942                    | Campeão                 | Ranchos carnavalescos      |                         |                         | [ 4 ]                   |
| 1943 - 1946             | Não desfilou            | -                          |                         |                         | [ 4 ]                   |
| 1947                    | Campeão                 | Ranchos carnavalescos      |                         |                         | [ 4 ]                   |
| 1948                    | Campeão                 | Ranchos carnavalescos      |                         |                         | [ 4 ]                   |
| 1950                    | 6º lugar                | Grandes sociedades         |                         |                         | [ 4 ]                   |
| 1983                    | Campeão                 | Grandes sociedades         |                         |                         | [ 5 ]                   |